# Christine Estabrook
Christine Estabrook (n. 13 de septiembre de 1952) es una actriz de cine y televisión. Ha aparecido en varias películas, en su mayoría papeles secundarios. Sus películas más recientes incluyen Grind, Spider-Man 2 y Catch That Kid.
Tuvo un papel recurrente en la serie Desperate Housewives interpretando a Martha Huber, una viuda, vecina de la calle y mejor amiga de Edie Britt (Nicollette Sheridan). Apareció también en Six Feet Under, donde interpretó a Emily Previn, una mujer que murió sola sin familia o amigos. También ha aparecido en 7th Heaven, Dharma and Greg, The Guardian, Veronica Mars y NYPD Blue. En 2009, apareció en dos episodios de Ghost Whisperer como Evelyn James, la mamá de Eli.
En las tres últimas temporadas de Mad Men tuvo un papel recurrente interpretando a Gail Holloway la madre de Joan Holloway, papel interpretado por Christina Hendricks.
Desde 1990, ha vivido en Los Ángeles. Obtuvo el papel de Marcy, una agente de bienes raíces en la serie American Horror Story: Murder House en el 2011, en el 2015 volvió a American Horror Story: Hotel con su mismo personaje, (Marcy).